# Mike Ahey
Mike Ahey (eigentlich Michael Kofi Ahey; * 22. November 1939 in Angloga) ist ein ehemaliger ghanaischer Weitspringer und Sprinter.
Bei den British Empire and Commonwealth Games 1962 in Perth gewann er Gold im Weitsprung und Silber mit der ghanaischen 4-mal-110-Yards-Stafette. Über 100 Yards schied er im Halbfinale aus.
1964 wurde er bei den Olympischen Spielen in Tokio Siebter im Weitsprung. Über 100 m erreichte er das Viertelfinale und in der 4-mal-100-Meter-Staffel das Halbfinale.
Vier Jahre später belegte er bei den Olympischen Spielen 1968 in Mexiko-Stadt den 13. Platz im Weitsprung. Erneut gelangte er über 100 m ins Viertelfinale und in der 4-mal-100-Meter-Staffel ins Halbfinale.
1970 wurde er bei den British Commonwealth Games in Edinburgh Vierter im Weitsprung und holte Silber in der 4-mal-100-Meter-Staffel. Beim Weitsprung der Olympischen Spiele 1972 in München scheiterte er in der Qualifikation.

## Persönliche Bestleistungen
- 100 m: 10,2 s, Kumasi  4. September 1964
- Weitsprung: 7,97 m, Ibadáan. 6. Mai 1972